# برج اوشچه
برج اوشچه آسمان‌خراشی بیست و پنج طبقه در صربستان با کاربری چندگانه است. ارتفاع این ساختمان ۱۱۵ متر و مساحت زیربنای آن ۲۵٬۰۰۰ مترمربع است. برج اوشچه در حال حاضر بلندترین ساختمان و دومین سازه مستقل بلند در صربستان پس از برج آوالا است.

## نگارخانه

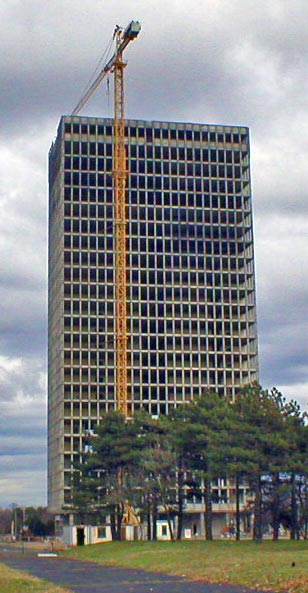
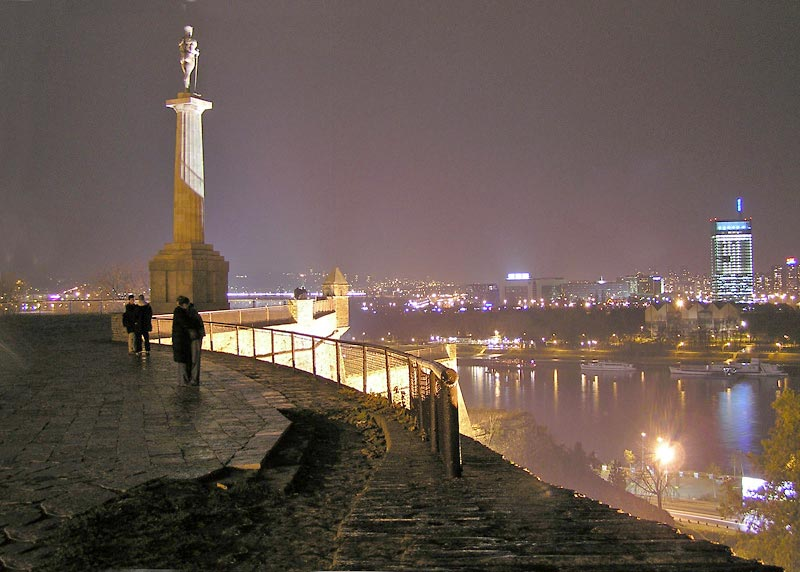
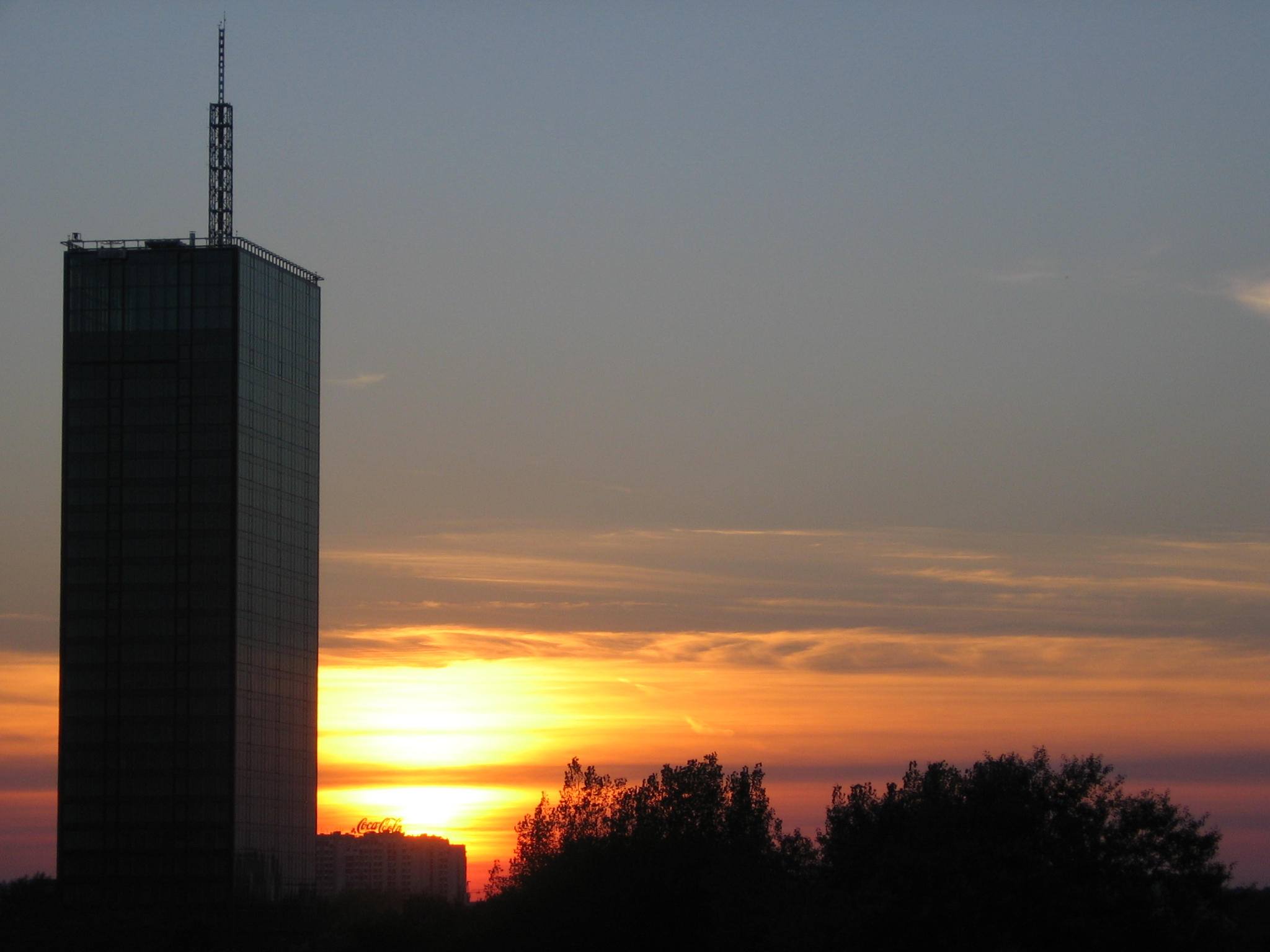
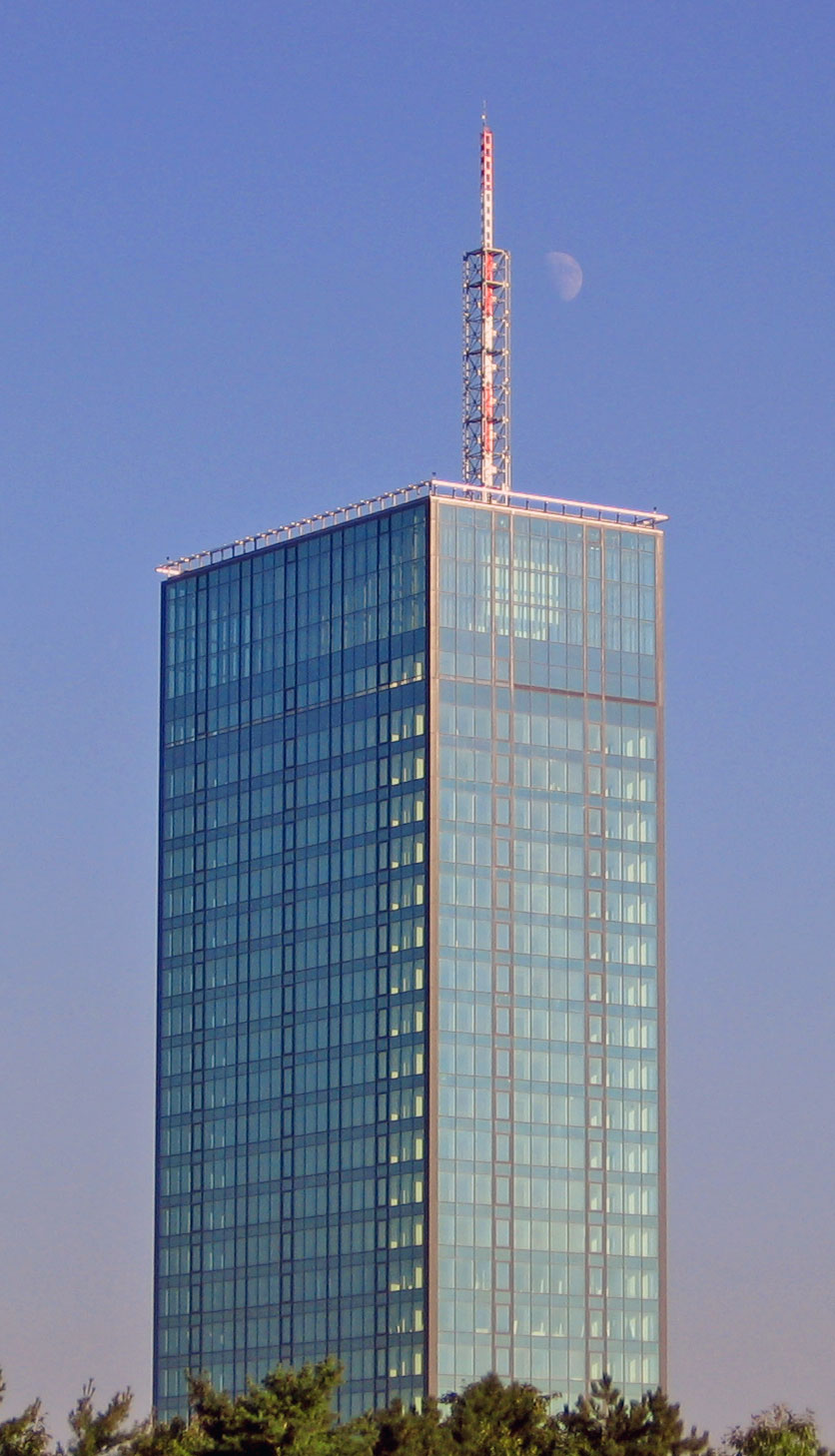